# Teodor Chrząński (ogrodnik)
Teodor Józef Chrząński (ur. 9 lipca 1858 w Warszawie, zm. prawdopodobnie 1932) – polski ogrodnik i planista, projektant kilkudziesięciu parków dworskich.

## Życiorys
Chrząński pochodził z Warszawy. Urodził się w 1958 jako syn Teodora Stanisława Aleksandra Chrząńskiego i Marii z domu Kuhnke. Uczył się w szkole ogrodniczej przy Ogrodzie Pomologicznym. Następnie studiował we Francji, gdzie pracował w ogrodach wersalskich i u Édouarda André. Projektował i zakładał liczne ogrody i parki miejskie, m.in. w Łodzi. Współpracował głównie z Walerianem Kronenbergiem. Był członkiem, a w latach 1895–1899 także sekretarzem Towarzystwa Ogrodniczego Warszawskiego. Posiadał własny zakład ogrodniczy w Bródnie, w którym hodował rośliny do zakładanych przez siebie parków. Był także profesorem szkoły ogrodniczej w Warszawie oraz sędzią konkursowym w konkursach na projekty ogrodów. W 1933 był wymieniany jako członek Komitetu Plantacyjnego Miast Rzeczypospolitej.
W 1911 ożenił się z Antoniną Godowską.

## Niektóre realizacje
- Park w Radoryżu (pow. Łuków, 1891),
- Park w Krzyżanówku (pow. Kutno, 1892),
- Park w Chojnowie (pow. Przasnysz, 1893–1895),
- Park w Głoszycach (pow. Przasnysz, 1893–1895),
- Park w Mosznie (pow. Warszawa, 1894),
- Park w Skanyczu (1896) na 3 morgi[12][13],
- Park Stary w Białymstoku (1895–1897, wraz z W. Kronenbergiem)[14],
- Park Świętokrzyski w Łodzi (późn. Park im. Henryka Sienkiewicza, 1896–1897[15][5], wraz z Piotrem Hoserem. Łódzki magistrat początkowo błędnie umieścił tablicę, że autorem projektu parku był F. Chełmiński)[16],
- Park Gulczewie (pow. Płock, 1897–1900),
- Park w Nadułkach (pow. Płock, 1882),
- Park w Skolimowie (pow. Warszawa, 1899),
- Park w Przysusze (pow. Opoczno, 1900–1901),
- Park w Filipowicach (pow. kazimierski, 1902)[12][13],
- Prace melioracyjne w parku im. Stanisława Staszica w Kielcach (1905)[17],
- Park im. ks. Józefa Poniatowskiego w Łodzi (wspólnie z W. Kronenbergiem, 1904–1910)[18][19][20],
- park w Milanówku przy willi Oskara Saengera (pow. pruszkowski, 1910)[12][13],
- Park Miejski im. Augusta Krzyżanowskiego w Tomaszowie Lubelskim (1931)[17].

## Projekty niezrealizowane
- Park na Zdrowiu w Łodzi (1904), zrealizowany wg koncepcji Stefana Rogowicza[21].